# Jennifer Madu
Jennifer Madu (* 23. September 1994 in Garland, Texas) ist eine ehemalige nigerianisch-US-amerikanische Leichtathletin, die sich auf den Sprint spezialisiert hat.

## Sportliche Laufbahn
Erste internationale Erfahrungen sammelte Jennifer Madu, die in Murphy in den Vereinigten Staaten aufwuchs, im Jahr 2011, als sie bei den Jugendweltmeisterschaften nahe Lille für die Vereinigten Staaten in 11,57 s die Goldmedaille im 100-Meter-Lauf gewann und im Dreisprung mit 12,42 m auf den zehnten Platz gelangte. Zudem gewann sie mit der Sprintstaffel (1000 Meter) in 2:03,92 min die Silbermedaille. Im Jahr darauf belegte sie bei den Juniorenweltmeisterschaften in Barcelona in 11,52 s den fünften Platz über 100 Meter und verpasste im Dreisprung mit 12,74 m den Finaleinzug. Zudem siegte sie in 43,89 s mit der US-amerikanischen 4-mal-100-Meter-Staffel. Zudem begann sie im selben Jahr ein Studium an der Texas A&M University. 2013 gewann sie bei den Panamerikanischen Juniorenmeisterschaften in Medellín in 11,37 s die Silbermedaille über 100 Meter und siegte in 43,97 s im Staffelbewerb. 2014 wurde sie NCAA-Collegemeisterin in der 4-mal-100-Meter-Staffel. 2016 nahm sie für Nigeria an den Olympischen Sommerspielen in Rio de Janeiro teil und schied dort mit 11,61 s in der ersten Runde über 100 Meter aus und belegte mit der nigerianischen Staffel in 43,21 s im Finale den siebten Platz. Im Jahr darauf schied sie bei den IAAF World Relays 2017 in Nassau mit 44,95 s im Vorlauf in der 4-mal-100-Meter-Staffel aus und belegte mit der 4-mal-200-Meter-Staffel in 1:33,08 min den fünften Platz. 2018 schied sie bei den Commonwealth Games im australischen Gold Coast mit 11,59 s im Halbfinale über 100 Meter aus und 2019 beendete sie ihre aktive sportliche Karriere im Alter von 25 Jahren.

## Persönliche Bestleistungen
- 100 Meter: 11,16 s (+1,8 m/s), 11. Juni 2015 in Eugene
  - 60 Meter (Halle): 7,25 s, 28. Februar 2014 in College Station
- Dreisprung: 13,05 m (+0,4 m/s), 17. Juni 2012 in Bloomington